# Christian Dolezal (Eishockeyspieler)
Christian Dolezal (* 21. Februar 1986 in Wien) ist ein ehemaliger österreichischer Eishockeyspieler und derzeitiger -trainer. Zwischen 2003 und 2012 war er für die Vienna Capitals als Spieler aktiv. Seit seinem Karriereende betreute er mehrere Nachwuchsteams der Capitals und gehörte zwischen 2020 und 2024 dem Trainerstab der Profimannschaft an. Seit 2024 ist er sportlicher Leiter der Capitals.

## Karriere
Dolezal begann bei den EAC Pinguinen (heute Junior Capitals) im Alter von vier Jahren. In seiner Jugend wurde er in das österreichische U18- und später U20-Nationalteam seiner Altersklasse einberufen.
Nach guten Leistungen im U20-Nationalteam unterschrieb er 2003 einen Profivertrag bei den Vienna Capitals, spielte aber weiterhin vorwiegend für das U20-Team der Junior Capitals. 2004 schaffte Dolezal es endgültig in die Kampfmannschaft der Capitals und konnte mit dieser in der Saison 2004/05 den Meistertitel erringen. In den folgenden Jahren konnte er sich mit guten Leistungen in der Mannschaft etablieren. Die Saison 2009/10 verpasste Dolezal aufgrund einer langwierigen Knieverletzung, kehrte aber im August 2010 in den Kader der Capitals zurück.
2012 erhielt er keine Vertragsverlängerung und war zunächst vereinslos, ehe ihn die  Kapfenberg Bulls aus der Inter-National-League am 22. November 2012 unter Vertrag nahmen. Nach dem Saisonende 2013 beendete er seine Karriere und wurde Trainer der U18-Junior-Capitals.
Im Sommer 2020 stieg Dolezal zum Co-Trainer der Profimannschaft auf. Während der Spielzeiten 2021/22 und 2023/24 war er jeweils kurzzeitig Interims-Cheftrainer, ehe er im November 2023 als Cheftrainer bestätigt wurde. Zur folgenden Saison 2024/25 wurde er sportlicher Leiter des Teams.

## Erfolge
- 2005 Österreichischer Meister mit den Vienna Capitals
- 2007 YoungStar der EBEL-Saison 2006/07[1]

## Karrierestatistik

### International
(Legende zur Spielerstatistik: Sp oder GP = absolvierte Spiele; T oder G = erzielte Tore; V oder A = erzielte Assists; Pkt oder Pts = erzielte Scorerpunkte; SM oder PIM = erhaltene Strafminuten; +/− = Plus/Minus-Bilanz; PP = erzielte Überzahltore; SH = erzielte Unterzahltore; GW = erzielte Siegtore; 1 Play-downs/Relegation; Kursiv: Statistik nicht vollständig)